# Piano in the Dark
"Piano in the Dark" is een single van de Amerikaanse zangeres Brenda Russell. Het nummer werd uitgebracht als de derde track op haar album Get Here uit 1988. Russell zingt het nummer samen met Joe Esposito.

## Achtergrond
"Piano in the Dark" is geschreven door Russell zelf met Scott Cutler en Jeff Hull en geproduceerd door Russell, Jeff Hull en Andre Fischer. Het nummer was een hit in landen als de Verenigde Staten (#6), Zweden (#13), Verenigd Koninkrijk (#23) en Nieuw-Zeeland (#27). In de Nederlandssprekende landen bereikte het nummer niet de hitlijsten. Het nummer was als eerste single van het album uitgebracht, hoewel eerst de planning was dat Gravity de eerste single zou zijn. Herb Alpert van de platenlabel A&M Records vond het lied meer bijzonder en meer bij Russell als artiest passen. Het nummer ontving twee Grammy-nominatie in 1989, één voor Song of the Year en één voor Best Pop Duo/Group Performances.

## Samples
Het nummer wordt graag gebruikt als sample. Hieronder een lijst van nummers waarin samples van Piano in the Dark in voorkomen.
- 2Pac & tha Outlaw - U Can Be Touched
- Bingo Players - Cry (Just A Little)
- Qwote & Mr. Worldwide - Letting Go (Cry Just A Little)
- Flo Rida - I Cry